# توريليس دي فويتش
بلدية تورّيليس دي فوش (بالكاتالانية: Torrelles de Foix) هي إحدى بلديات مقاطعة برشلونة، والتي تقع في منطقة كاتالونيا، شرق إسبانيا.
يبلغ عدد سكانها 2.307 نسمة وفقاً لإحصائية سنة (2007).